# Angelo Peruzzi
Angelo Peruzzi (Blera, 16 februari 1970) is een Italiaans ex-voetballer, die zijn gehele carrière onder de lat stond.

## Clubcarrière
Peruzzi begon zijn carrière bij AS Roma. Hij keepte bij Roma van 1986 tot 1991 en speelde 16 wedstrijden voor die club. In het seizoen 1989-1990 werd hij uitgeleend aan Hellas Verona. Daarna speelde hij bij Juventus van 1991 tot 1999 en speelde 208 wedstrijden. Het seizoen erna zou hij onder de lat staan bij Inter Milan. In slechts 1 seizoen zou hij slechts enkele wedstrijden winnen. Na één seizoen Inter vertrok Peruzzi naar Lazio Roma. Daar zou hij 192 wedstrijden spelen. In mei 2007 liet Peruzzi weten een punt te zetten achter zijn imposante carrière. In totaal keepte Peruzzi in 478 wedstrijden.

## Interlandcarrière
Peruzzi speelde zijn eerste interland op 25 maart 1995 tegen Estland, net als aanvallers Fabrizio Ravanelli en Alessandro Del Piero. Hij maakt deel uit van de selectie voor het WK voetbal 2006. Tot aan 4 juni 2006 speelde hij 31 interlands.

## Erelijst
Juventus
- UEFA Champions League

1996
- Serie A

1998